# Atentados en hoteles de La Habana de 1997
Los atentados con bombas en hoteles de Cuba de 1997 fueron una serie de atentados terroristas con bombas en hoteles cubanos organizados por militantes anticomunistas.

## Historia
El propósito de la campaña de bombardeos era destruir el comercio turístico cubano recientemente resurgido y, al hacerlo, socavar al gobierno comunista del país. La primera y peor de las explosiones tuvo lugar en el Hotel Copacabana alrededor de las 11:30 (hora local), y mató a Fabio di Celmo, un genovés de 32 años, de origen italiano y residente en Montreal, según el Ministerio de Asuntos Exteriores italiano en Roma. Di Celmo estaba de visita en Cuba con su padre y se hospedaba en el hotel. Otros 11 turistas también resultaron heridos en los atentados. Los hoteles atacados incluían el Hotel Capri, el Hotel Nacional de Cuba y el Hotel Meliá Cohiba. El exiliado cubano Luis Posada Carriles, admitió haber organizado los atentados. En una entrevista grabada con The New York Times, Posada dijo: "Es triste que alguien esté muerto, pero no podemos detenernos". diciendo "Si no hay publicidad, el trabajo es inútil"."

## Consecuencias
En marzo de 1999, Raúl Ernesto Cruz León, quien Luis Posada Carriles admitió que era un mercenario bajo su empleo, fue sentenciado a muerte por las autoridades cubanas luego de admitir los ataques, junto con su compatriota Otto René Rodríguez Llerena. Las sentencias fueron conmutadas en 2010 a 30 años de prisión. En diciembre de 2010, otro salvadoreño, Francisco Chávez Abarca, fue condenado a 30 años por su participación en los atentados, tras haber confesado en televisión haber sido contratado por Posada Carriles.
En marzo de 2005, Luis Posada Carriles ingresó a los Estados Unidos con un pasaporte falso y solicitó asilo político. Los presidentes Fidel Castro de Cuba y Hugo Chávez de Venezuela exigieron la extradición. Vivía en Miami hasta que fue detenido por la seguridad nacional luego de una entrevista que concedió al Miami Herald, en la que afirmó haber ingresado a los EE. UU., sin papeles. Luego fue puesto bajo arresto domiciliario. En septiembre de 2005, un juez de inmigración de los EE. UU., dictaminó que no podía ser extraditado a Venezuela o Cuba ya que enfrentaba la amenaza de tortura en estos países. En enero de 2009 Posada fue acusado formalmente de obstrucción a la justicia, fraude migratorio y perjurio por un gran jurado federal. Fue absuelto de todos los cargos en abril de 2011.

## En la cultura popular

### Película
- La Red Avispa. (2019).

### Literatura
- Los últimos soldados de la Guerra Fría de Fernando Morais. (2011).